# Рок проти расизму
Рок проти расизму (англ. rock against racism, RAR) — рух протесту, що виник
у Великій Британії в 1976 році та поширився в Данії, Голландії, США, Швеції та інших
країнах. Рух об'єднав художників, артистів, рок-музикантів, профспілкових та ліберальних діячів, що виступили проти провокаційних дій неофашистських організацій.
Рух набув великої популярності, влаштовуючи концерти за участю багатьох (понад 600) груп, видавав власний вісник, поширював плакати, листівки, значки та інші пропагандистські матеріали. Кульмінацією руху стала антифашистська демонстрація 30 квітня 1978 р. в Лондоні, що закінчилась величезним концертом на Трафальгарській площі, де зібралося 80 тис. глядачів.

## Джерело
- Юрій Юцевич. Музика: словник-довідник. — Тернопіль, 2003. — 404 с. — ISBN 966-7924-10-6. (html-пошук по словнику, djvu)